# Famille de Königsegg
La famille de Königsegg (ou Koenigsegg) est une ancienne maison de la noblesse allemande.

## Histoire
Les racines de cette famille noble souabe se trouvent au château de Fronhofen à Fronreute, en Bade-Wurtemberg. La famille s'appelait à l'origine von Fronhofen. Elle a été documentée pour la première fois en 1171 avec Mengoz de Fronhove, ministériel de la Seconde maison Welf. Des membres de la famille étaient aussi des ministériels des Hohenstaufen et dès 1209 du Saint Empire romain germanique, avec immédiateté impériale. Un jeune Eberhard (frater domini Bertholdi de Fronhoven) s'appelait alors Eberhardus de Kunigsegge à partir de 1251 (d'après le château de Königsegg à Guggenhausen).

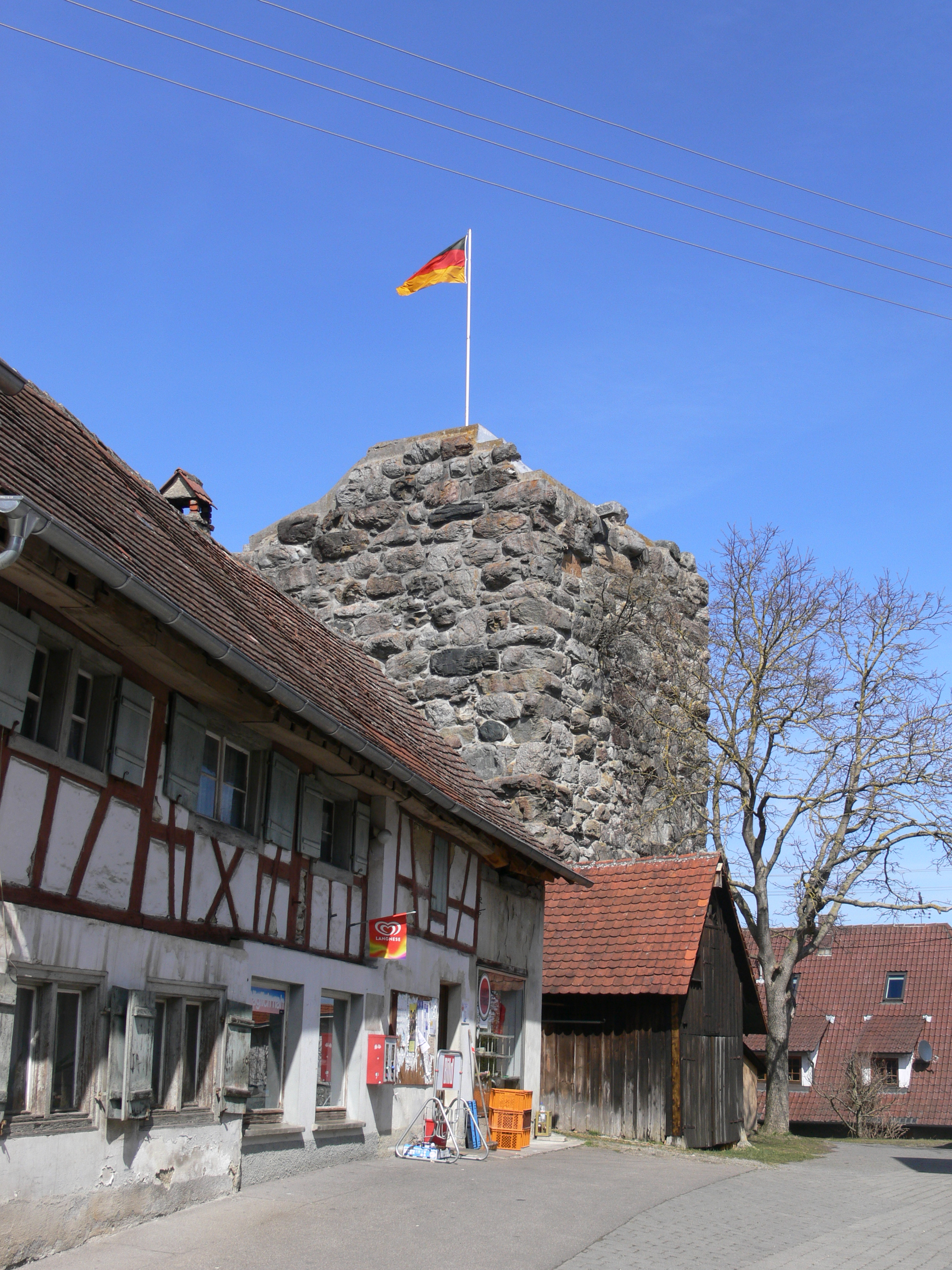
Château de Fronhofen
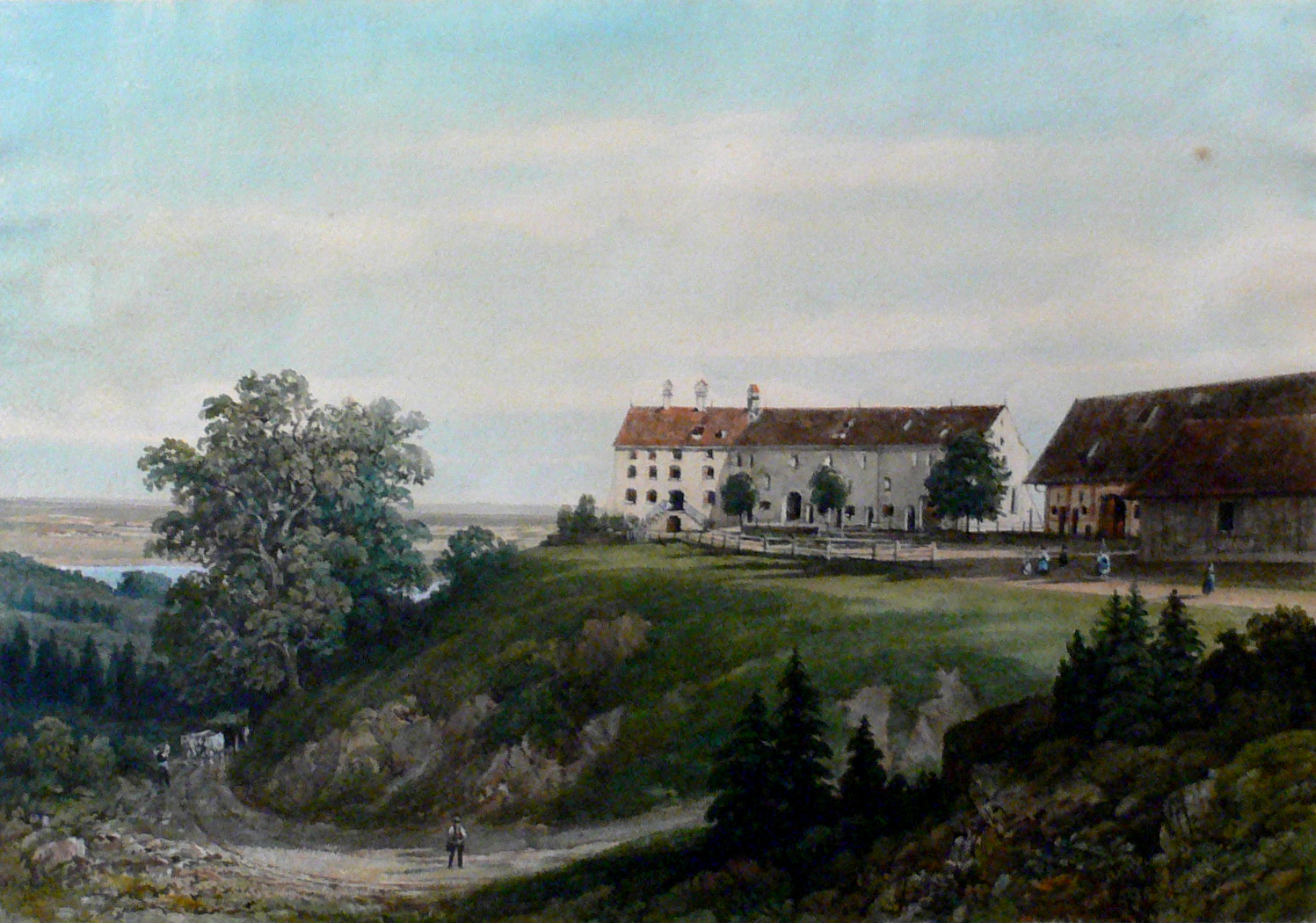
Château de Königsegg

En 1347, Ulrich Ier fut nommé par les Habsbourg bailli (Vogt) de Haute-Souabe. Avec quelques interruptions, la famille occupa cette fonction jusqu'à la fin de l'Ancien Empire en 1806. La famille acquit le château d'Aulendorf, qui appartenait autrefois aux Guelfes et plus tard à la famille impériale de Hohenstaufen, en 1381. Ils l'avaient administré en tant que ministériels pendant des générations. Un Ulrich s'est nommé en 1386 pour la première fois de Königsegg d'Aulendorf.
En 1565, Johann Jacob von Königsegg rachète à son beau-frère, le comte Ulrich von Montfort, le comté de Rothenfels en Allgäu, près d'Immenstadt. En 1621, ses fils Marquard et Georg reçoivent la confirmation de leur statut de barons du Saint-Empire. Georg est l'ancêtre des lignées Rothenfels et Aulendorf. Ses fils Hugo, lignée Rothenfels, et Johann Georg, lignée Aulendorf, sont élevés au rang de comte du Saint-Empire par l'empereur Ferdinand II en 1629. 
La résidence de la seigneurie de Rothenfels a été déplacée vers 1600 du château de Rothenfels au palais de la ville d'Immenstadt. Les comtes de Königsegg-Rothenfels ont ensuite vécu pendant des générations principalement à Vienne, où ils ont occupé des postes importants à la cour impériale, dont Leopold Guillaume von Königsegg-Rothenfels (1630–1694), vice-président du conseil aulique et vice-chancelier du Saint-Empire. Hauts fonctionnaires des Pays-Bas autrichiens, ils acquièrent également le domaine flamand d'Erps.

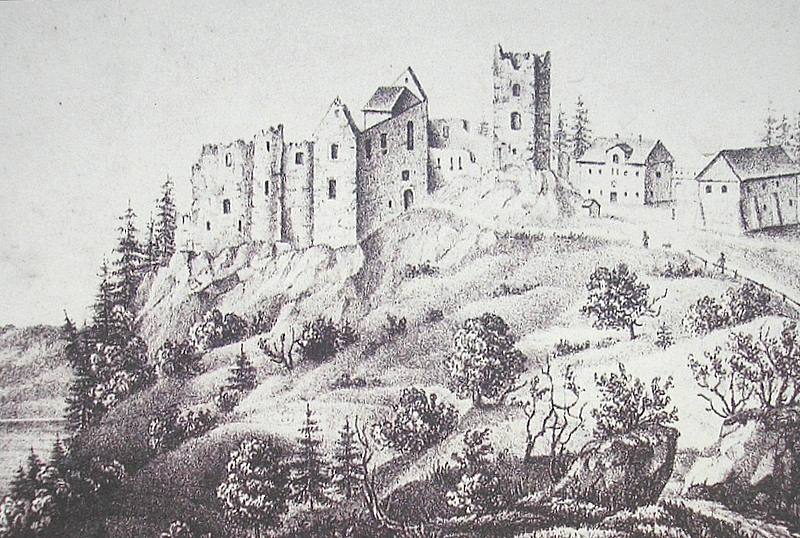
Château de Rothenfels
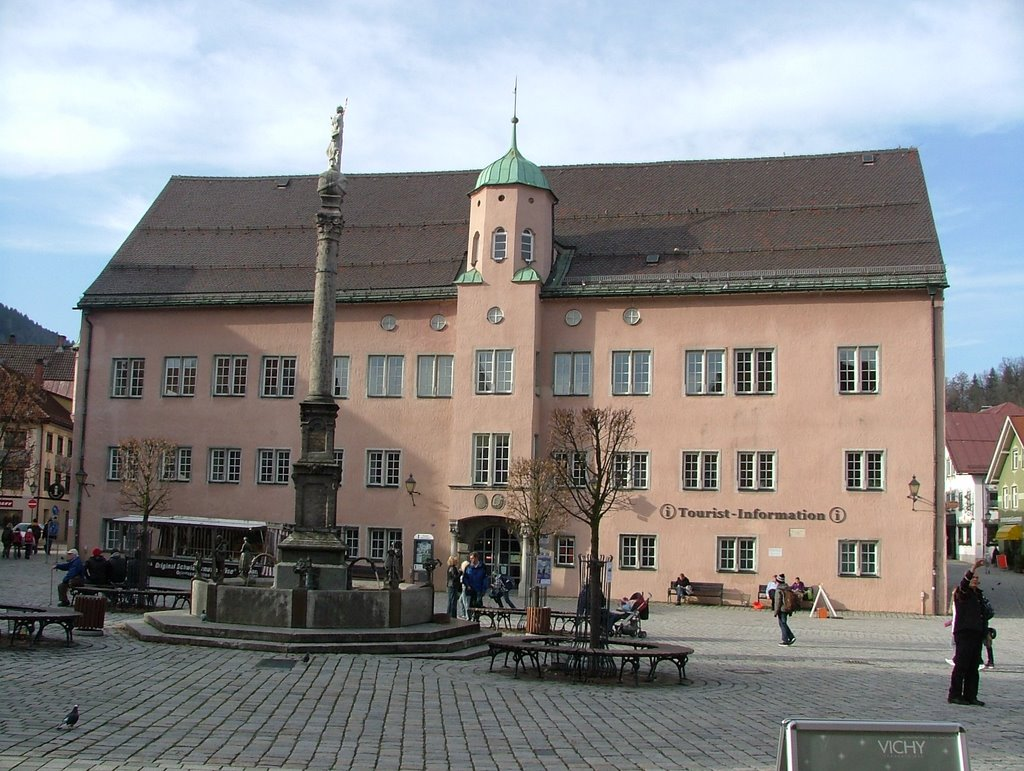
Château d'Immenstadt

Johann Georg de Königsegg-Aulendorf agrandit Aulendorf dans sa résidence vers 1620. Dès 1174 la ville de Königseggwald avait été sous le pouvoir des seigneurs de Fronhofen, à partir de 1311 nommés de Königsegg. En 1681 ils ont transféré leur siège du château de Königsegg à Königseggwald, où un nouveau château a été construit sur le site d'un ancien bâtiment médiéval de 1765-1770 avec les conseils de l'architecte français Pierre-Michel d'Ixnard. Les comtes de Königsegg-Aulendorf vivent toujours au château de Königseggwald.

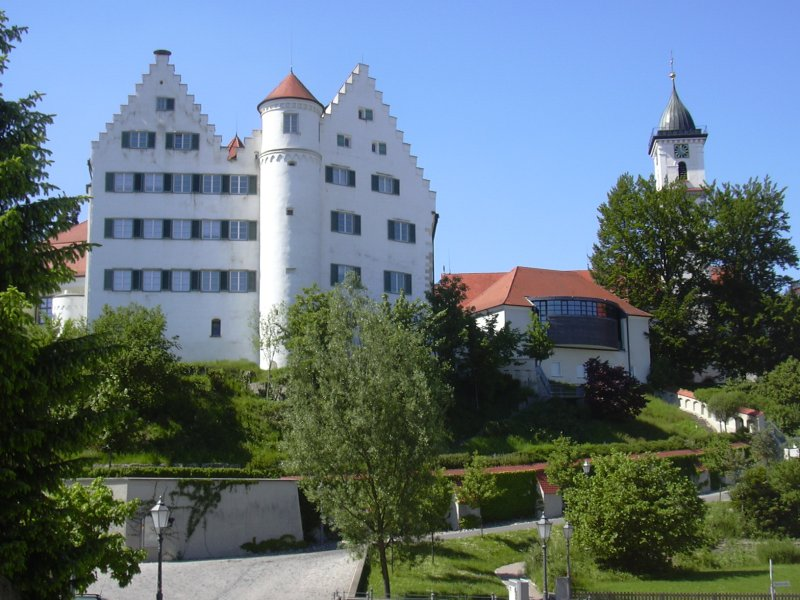
Château d'Aulendorf
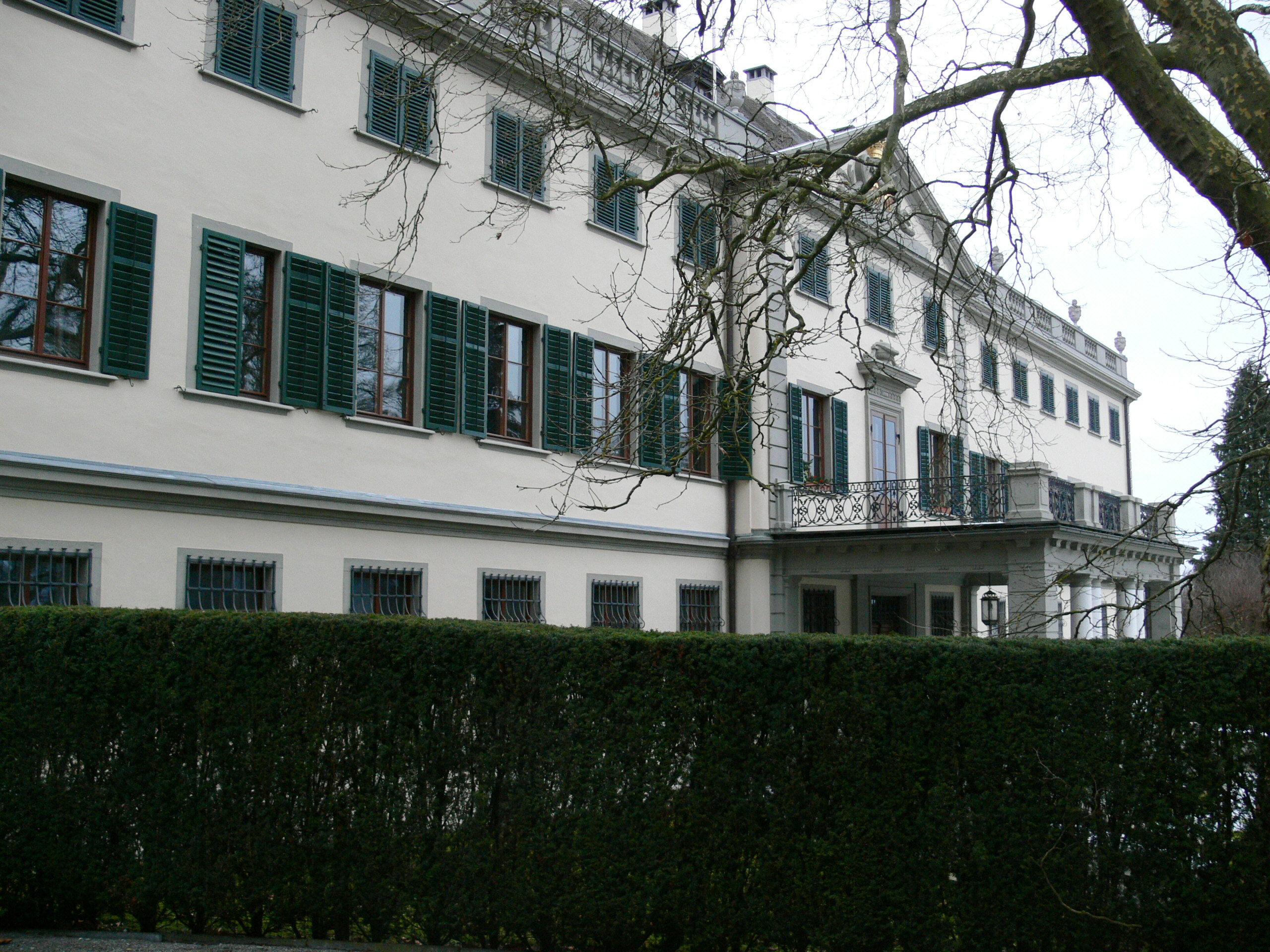
Château de Königseggwald

La médiatisation s'appuyait sur le traité de la confédération du Rhin. Le comté de Königsegg-Rothenfels fut annexé par la Bavière en 1805, le Königsegg-Aulendorf par le Wurtemberg en 1806. Les comtes ont conservé leur statut, leur égalité avec les maisons souveraines restantes et certains droits politiques spéciaux en leur qualité de « Standesherren » (« seigneurs de rang »), créés par l' Acte confédéral allemand.

## Armes

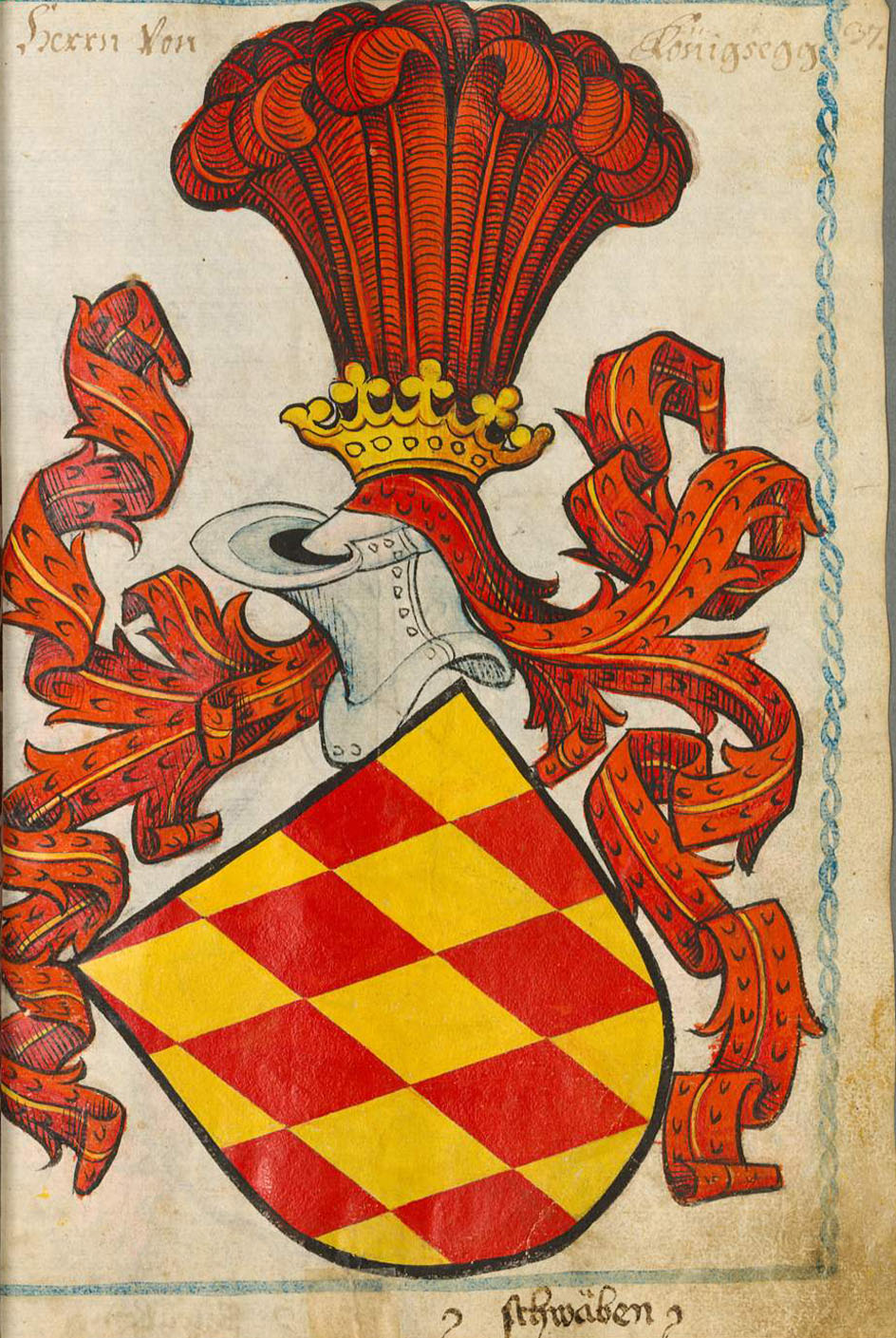
armes

## Personnalités

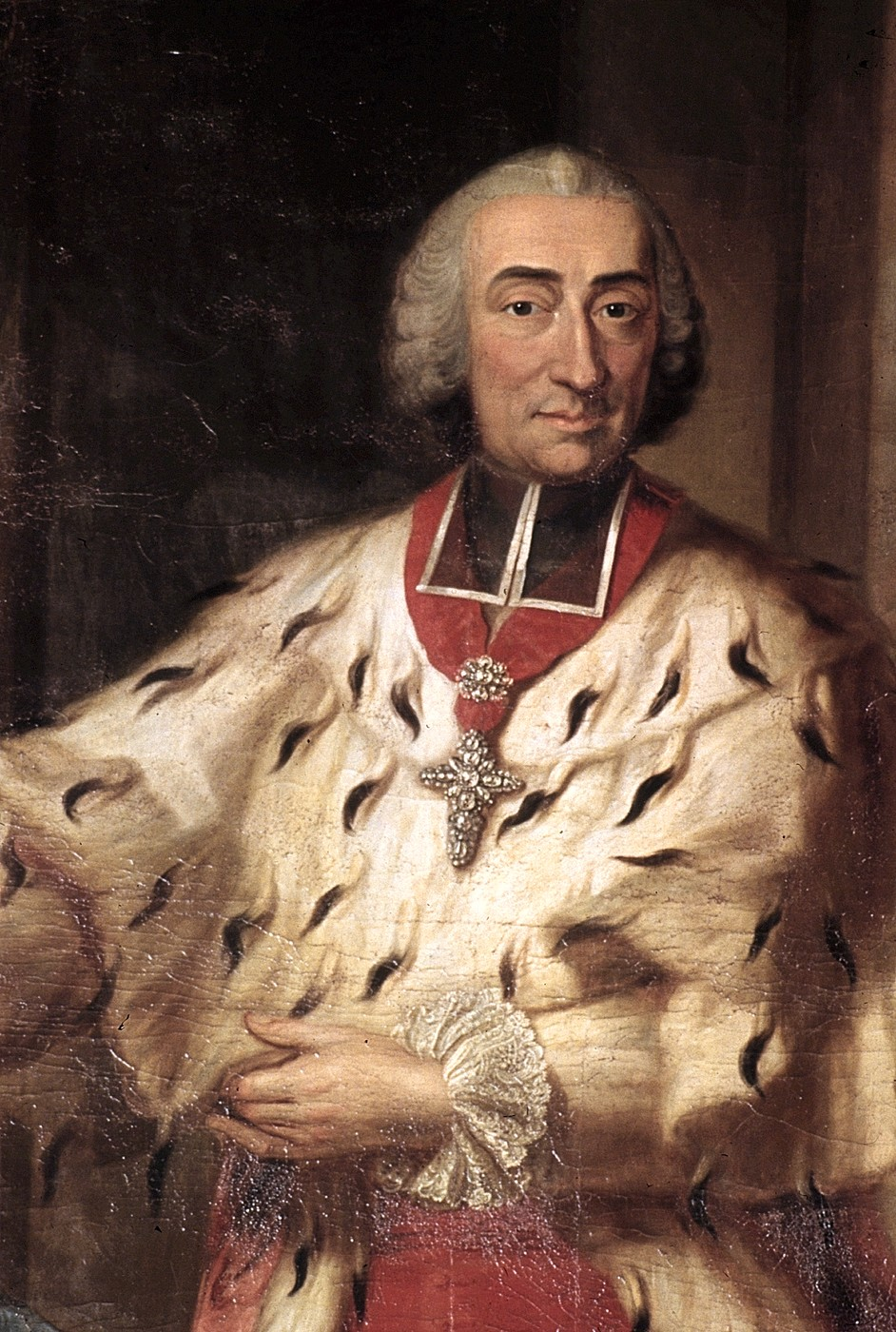
Maximilien-Frédéric de Königsegg-Rothenfels, archevêque-électeur de Cologne

- Joseph Lothar von Königsegg-Rothenfels (1673–1751), maréchal autrichien et diplomate
- Charles-Ferdinand de Königsegg-Erps (1696–1759), vice-président du conseil suprême des Pays-Bas à Vienne
- Christian Moritz von Königsegg-Rothenfels, (1705–1778), maréchal de l'armée impériale
- Maximilien-Frédéric de Königsegg-Rothenfels (1708–1784), archevêque-électeur de Cologne
- Alfred von Königsegg-Aulendorf (1817–1898), major-général autrichien, marié à Pauline von Königsegg, née comtesse de Bellegarde (1830–1912)
- Anna Bertha Königsegg (1883–1948), religieuse catholique allemande ; elle a montré une résistance à l'euthanasie nazie
- Christian von Koenigsegg, (né en 1972), designer suédois, fondateur de la marque automobile suédoise Koenigsegg